# The French Collection
The French Collection albo Piotr Beczala – The French Collection (Opera arias by Bizet • Berlioz • Massenet • Gounod • Verdi) – album polskiego śpiewaka operowego Piotra Beczały prezentujący arie napisane przez francuskich kompozytorów lub związane z Paryżem zwanym miastem miłości. Płytę wydała 16 lutego 2015 niemiecka wytwórnia Deutsche Grammophon. Album otrzymał nominację do nagrody Fryderyk 2016 w kategorii Najlepszy Album Polski Za Granicą.

## Lista utworów
- Jules Massenet (1842 – 1912): Werther (Original Version)
  - 1. „Toute mon âme est là! Pourquoi me réveiller” (Act 3) [3:07]
- Jules Massenet (1842 – 1912): Le Cid (Original Version)
  - 2. „Ah! Tout est bien fini!? Souverain, ô juge, ô père” (Act 3) [5:26]
- Hector Berlioz (1803 – 1869): La Damnation de Faust, Op.24 (Original Version)
  - 3. „Merci, doux crépuscule!” (Part 3) [5:25]
- Hector Berlioz (1803 – 1869): Béatrice et Bénédict, H.138 (Original Version)
  - 4. „Ah! Je vais l’aimer” (Act 1) [3:02]
- Giuseppe Verdi (1813 – 1901): Don Carlos (Original Version)
  - 5. „Fontainebleau! Forêt immense et solitaire! Je l’ai vue, et dans son sourire” (Act 1) [4:54]
- François-Adrien Boiëldieu (1775 – 1834): La Dame blanche
  - 6. „Maintenant, observons Viens, gentille dame” (Original Version) [9:16]
- Gaetano Donizetti (1797 – 1848): La Favorite
  - 7. „Ange si pur” (Act 4) [3:49]
- Charles Gounod (1818 – 1893): Roméo et Juliette, CG 9 (original version)
  - 8. „L’amour! L’amour! ... Ah! Lève-toi, soleil!” (Act 2) [4:44]
- Charles Gounod (1818 – 1893): Faust, CG 4 (Original Version)
  - 9. „Salut! Demeure chaste et pure” (Act 3) [5:05]
- Georges Bizet (1838 – 1875): Carmen, WD 31 (Original Version)
  - 10. „La fleur que tu m’avais jetée” (Act 2) [4:44]
- Gaetano Donizetti (1797 – 1848): Dom Sébastien, Roi de Portugal (Original Version)
  - 11. „Seul sur la terre Ange céleste” (Act 2) [5:15]
- Jules Massenet (1842 – 1912): Manon (Original Version)
  - 12. „Toi! Vous! / Oui, c’est moi N’est-ce plus ma main” (Act 5) [8:04]